# Дзанис Дзанетакис
Дзанис Дзанетакис (на гръцки: Τζαννής Τζαννετάκης) е гръцки политик, министър-председател на страната през 1989 г.

## Биография
Дзанетакис е роден на 13 септември 1927 г. в Гитио. Женен за Мария Рагузи, имат син и дъщеря.
Завършва Военноморското училище през 1950 г. и постъпва в гръцката флота. Бил е командир на артилерийския катер „Ласкос“ (1959 – 1960), зам. командир на подводница (1963 – 1967). Подава оставка като офицер от Военно морските сили след военния преврат на 21 април 1967 г. Арестуван е през юли 1969 г. и прекарва три години в затвора (1969–1971).
След възстановяването на демокрацията е главен секретар на Гръцката организация за туризъм (1974-1977). Депутат в парламента от дясната партия Нова демокрация в продължение на три десетилетия (1977-2007). Министър на обществените строежи в правителството на Георгиос Ралис (1980-1981).
След изборите през юни 1989 г., които не носят абсолютна победа на нито една партия, Дзанис Дзанетакис оглавява кратко коалиционно правителство на Нова демокрация с лявата партия „Синаспизмос“ до октомври 1989 г. Освен министър-председател той е и министър на външните работи.
Министър на отбраната и на туризма в правителството на националното единство на Ксенофон Золотас от ноември 1989 до февруари 1990 г. След победата на Нова демокрация той е заместник министър-председател в правителството на Константинос Мицотакис през 1990 – 1993 г. В началото на мандата от април 1990 до август 1991 г. той също е и министър на културата.
Проявява се като преводач от хинди на „Избор“ (Упанишаде, 1961) и от английски на „Мани“ (Патрик Л. Фермор, 1973). Издава книгата „Индия: един друг начин на живот“ (1994).